# Histórico operacional do F-14 Tomcat

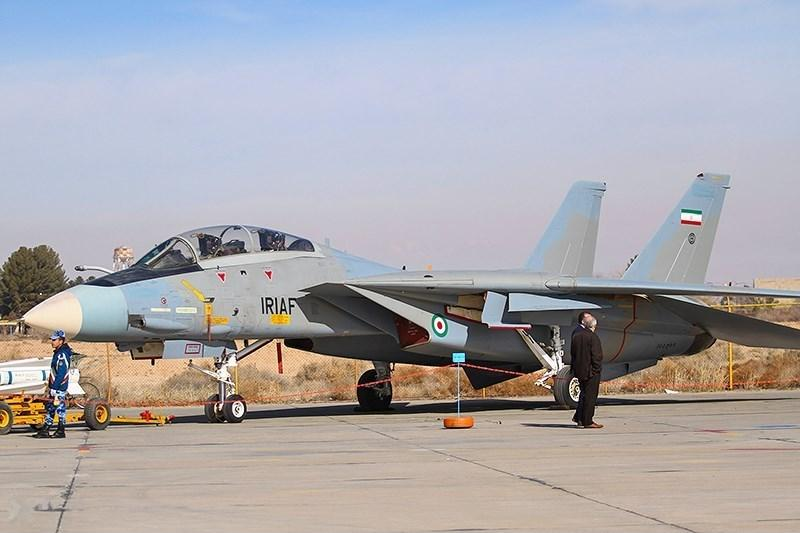
Um F-14 do Irã. Até 2024, o F-14 permanece em serviço apenas na força aérea iraniana, embora em pequeno número de aeronaves prontas para combate devido à falta de peças sobressalentes.

O Grumman F-14 Tomcat tem servido com a Marinha dos Estados Unidos e a Força Aérea do Irã (IRIAF). Opera a bordo dos porta-aviões dos Estados Unidos, de 1974 a 2006, e continua a servir o Irão. O conhecimento aprofundado do seu serviço com o Irão é relativamente limitado.

## Ao serviço da Marinha dos EUA
O F-14 realizados principalmente de ar-para-ar e em missões de reconhecimento com a Marinha dos EUA até a década de 1990, quando também foi empregado como um longo intervalo strike fighter. Ele viu considerável de ação no Mar Mediterrâneo e o Golfo pérsico , e foi usado como um ataque plataforma nos Balcãs, Afeganistão e Iraque até a sua implantação final com os Estados Unidos em 2006.

### Retirada americana de Saigão (1975)
O Tomcat fez o seu combate de estreia durante a Operação Frequente Vento, a evacuação de cidadãos norte-Americanos a partir de Saigon, em abril de 1975. F-14As do Esquadrão de Caça 1 (VF-1) e VF-2, a partir do USS Enterprise (CVAN-65), voou patrulhas de combate aéreo sobre o Vietnã do Sul para fornecer lutador de cobertura para a rota de evacuação.

### Guerra fria intercepta (1976-1991)

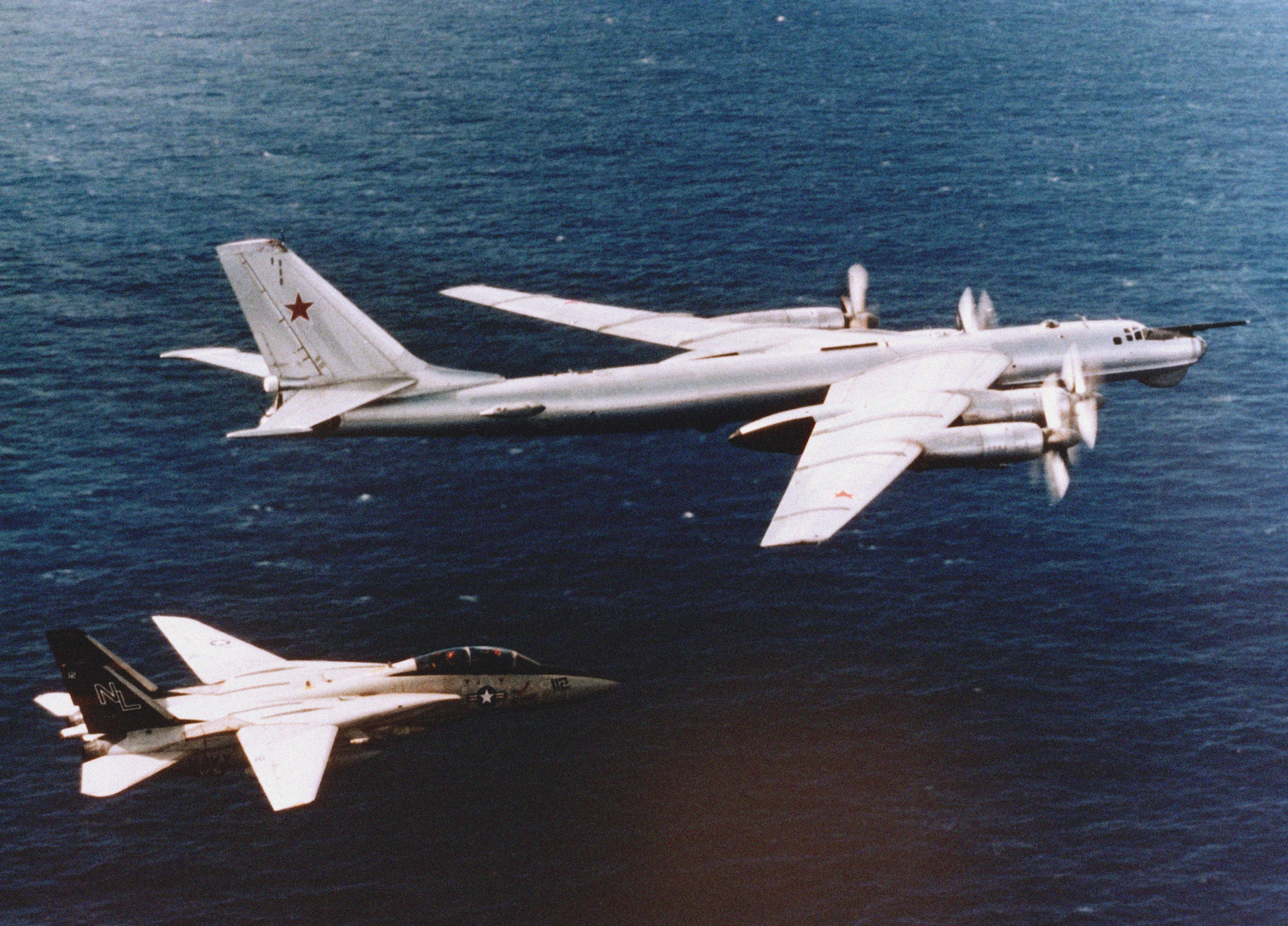
Um F-14A Tomcat interceptar o Soviético Tupolev Tu-95RTs Urso D marítima recce avião sobre o Oceano Pacífico, em 1984

VF-142 tornou-se o primeiro Atlântico Frota de F-14 esquadrão para interceptar o Soviético tupolev Tu-95 "Bear" , em 23 de abril de 1976. Uma das tarefas de rotina da Marinha dos EUA de F-14s realizado foi de interceptação de aeronaves que se aproximou dos EUA portador de grupos muito de perto. Soviética bombardeiros estratégicos e marítima avião de reconhecimento regularmente patrulhada perto de transportadoras dos EUA durante a Guerra Fria e muitas vezes foram escoltados para fora por F-14s.
F-14 gatos detectam foram o principal interceptores de Tu-95 Bear D aeronave que voou em qualquer lugar na vizinhança de porta-aviões dos EUA durante a Guerra Fria. A política dos estados unidos foi não deixar o Urso D vêm dentro de várias centenas de quilômetros de um porta-aviões sem uma escolta armada. Durante o auge da Guerra Fria, um par de Urso D'aeronave a voar a partir da península de Kola a Cuba a cada semana, resultando em frequentes intercepta como eles passaram ao longo da costa Leste dos Estados Unidos. Durante o mesmo período de tempo anual da Organização Tratado do Atlântico Norte (OTAN) exercício no Mar do Norte área provocou voos diários de aeronaves Urso D que operam em pares para localizar porta-aviões na área. Operações Norte de Casamento e Ocean Safari, normalmente, trouxe pelo menos uma Marinha dos EUA transportadora para a Gronelândia–Islândia–Reino Unido (GIUK) gap durante o exercício solicitando considerável de monitoramento Soviética navios de superfície, submarinos e aviões. Gatos detectam foram utilizados para fornecer todo o dia frota de defesa aérea interceptando não só Soviética Urso D aeronaves, mas também Tu-16 "Badger" marítima greve e M-4 "Bison", o An-12 "Filhote", e Il-38 "," vigilância de aeronaves que rotineiramente tentou alvo grupos de batalha de porta-aviões.

### Operações durante a Guerra Civil Libanesa (1976 e 1982-1986)
F-14s desde patrulhas de combate aéreo durante a Operação de Fluido Unidade, a evacuação de cidadãos dos EUA a partir de Beirute, Líbano , em 1976.
Entre 1982 e 1986, F-14s realizadas patrulhas de combate aéreo e de foto-reconhecimento em apoio da Força Multinacional no Líbano e da marinha dos estados unidos operações de perto o país da costa. Tático Airborne Reconnaissance Pod Sistema (LONAS) missões foram usados para identificar baterias de artilharia disparando sobre a força de manutenção da paz e desde alvo inteligência naval tiros de apoio offshore.
A partir de novembro de 1983, para a Primavera de 1984, F-14s de operadoras USS Dwight D. Eisenhower (CVN-69) com o VF-142 e VF-143, USS John F. Kennedy (CV-67) com o VF-11 e VF-31 e USS Independence (CV-62) com VF-14 e VF-32 voou quase que diariamente LONAS missões sobre o Líbano. Em 3 de dezembro de 1983, dois VF-31 F-14As do Kennedy veio sob o fogo de Sírios de artilharia antiaérea e, pelo menos, 10 de superfície-ar mísseis durante a realização de uma LONAS missão. O F-14s que não foram atingidas e retornou com segurança para o transportador. No dia seguinte, gatos detectam desde lutador para cobrir uma retaliação ataque aéreo na Síria posições. Em 14 de dezembro de 1983, Síria antiaeronaves unidades demitido superfície-ar mísseis em outro voo do F-14s. Os mísseis não atendidas e os EUA responderam com o naval de armas de fogo a partir do USS New Jersey (BB-62), destruindo vários antiaérea de sites.
A Força Aérea Síria evitado um confronto direto com as forças dos EUA, apesar de haver pelo menos uma instância quando o F-14s envolvidos, mas não abrir fogo, avião Sírio. Dois F-14As do VF-11 envolvidos oito Sírio MiGs sobre o Líbano; a seção voou para cobrir uma LONAS F-14 e estava pronto para abrir fogo quando os quatro MiGs que estavam sendo orientadas voou de volta para a Síria.[carece de fontes?]
O outro MiG voou sem se envolver.[carece de fontes?]

### Tentativa de resgate dos reféns Americanos do Irã (1980)
Em abril de 1980, F-14s do VF-41 e VF-84 participaram no esforço para libertar reféns Americanos do irã. A tentativa de resgate foi chamado durante as primeiras fases de execução.

### Operações militares dirigidas à Líbia (1980-1989)
F-14s foram envolvidos em vários militares dos EUA operações destinadas à Líbia, entre 1980 e 1989. Durante este período, F-14s abatido quatro Líbia Força Aérea de aviões em dois aérea compromissos sobre o Mar Mediterrâneo.
Em 21 de setembro de 1980, três F-14s do Kennedy desafiou oito combatentes Líbios tentar interceptar a Força Aérea dos EUA, RC-135 avião de reconhecimento de duas centenas de milhas da costa Líbia. Os Líbios desengatada uma vez confrontado com os EUA lutadores.
No verão de 1981, F-14s do VF-41 e VF-84 realizadas patrulhas de combate aéreo, em apoio da Liberdade de Navegação operações no Golfo de Sidra. Trinta e cinco pares de Aérea na Líbia Força de caças e caças-bombardeiros foram interceptadas e afastando-se da frota norte-americana por F-14s do USS Nimitz (CVN-68) e F-4 "Phantom IIs" a partir do USS Forrestal (CV-59) no primeiro dia de operações. No dia seguinte, em 19 de agosto de 1981, dois Líbia Su-22 "Montadores" abriu fogo em duas VF-41 F-14As com um AA-2 "Atol" míssil. O míssil não conseguiu bater um dos F-14s, e o Americano pilotos destruído tanto Líbia aeronave com o AIM-9L "Sidewinder" mísseis. Essas foram as primeiras vitórias em combate aéreo da Marinha dos EUA de F-14s e o primeiro para os EUA desde a Guerra do Vietnã.
A partir de 24 de julho a 14 de agosto de 1983, F-14s atribuído ao USS Dwight D. Eisenhower , estavam envolvidos na Operação Árido Agricultor, o código-nome para militares dos EUA assistência para o Sudão, Egito e o governo de Hissène Habré de Chad durante o Chade-conflito Líbio. F-14s realizadas patrulhas de combate aéreo sobre as águas perto do Golfo de Sidra durante a operação. Vários voos de combatentes líbios foram interceptadas, com nenhum dos lados abrindo fogo.
F-14As do VF-102 veio sob o fogo da Líbia SA-5 superfície-ar mísseis sobre o Golfo de Sidra durante Liberdade de Navegação exercícios como parte de Operação de Atingir o Documento em 24 de Março de 1986. Os mísseis não bateu o F-14s. Mais tarde no mesmo dia, o F-14As do VF-33 interceptado duas Líbia MiG-25 "Foxbats" indo em direção a força naval dos EUA. Os Líbios foram outmaneuvered pelos gatos detectam, que ficou atrás do MiG-25 anos, mas os Americanos não receber autorização para abrir fogo. Esses eventos e vários outros superfície-ar mísseis lança solicitado a Marinha dos EUA para iniciar a Operação de Prairie Fogo. F-14 gatos detectam desde lutador de cobertura durante a operação.
Em 15 de abril de 1986, F-14s do VF-33, VF-102, VF-74 e VF-103 participaram na Operação El Dorado Canyon, proporcionando lutador de cobertura para uma série de ataques aéreos contra alvos dentro da Líbia.
Em 4 de janeiro de 1989, dois F-14As de VF-32 atribuído ao USS John F. Kennedy abatido dois Líbia MiG-23 "Floggers" ao largo da costa da Líbia. A Líbia lutadores pareciam ser de manobra para um míssil de cozedura de posição quando os norte-Americanos concluíram que estavam sob ataque. O MiG-23s foram derrubados com AIM-7 "Pardal" e AIM-9 Sidewinder mísseis.

### Somali anti-aeronaves incidente de fogo (1983)
Em abril de 1983, dois F-14As de VF-102, a partir do USS America (CV-66), foram disparados por Somali antiaeronaves unidades com um SA-2 Guideline , enquanto em uma foto-missão de reconhecimento sobre o porto de Berbera no Golfo de Aden. Os gatos detectam estavam em um pré-concebidos missão a pedido do governo da Somália, mas estavam erradas, para atacar o Birr MiG-23s. O F-14s que não foram atingidas e foram capazes de completar a missão.

### Invasão de Granada (1983)
F-14s do VF-14 e VF-32, a partir do USS Independence, voou aérea de combate, patrulhas e missões de reconhecimento em apoio a Operação Fúria Urgente, U. S a invasão de Granada em 1983. Gatos detectam a partir de ambos os esquadrões desde lutador tampa para a Marinha aeronave de ataque. LONAS-equipado F-14s do VF-32 também realizou foto-mapeamento e pós-greve de avaliação de danos missões.

### MSAchille Lauroincidente (1985)
De 8 a 10 de outubro de 1985, F-14s do USS Saratoga (CV-60) participou em operações que envolvam sequestrado italiano cruzeiro, MS Achille Lauro. F-14As de VF-74 e VF-103 realizadas patrulhas de combate aéreo com a tarefa adicional de atividade de monitoramento sobre o mar em torno do Achille Lauro. os Membros da U.S. Conselho de Segurança Nacional elaborou um plano que envolvia o uso do Saratoga do F-14s para interceptar uma aeronave que foi levar os ladrões de segurança depois de inteligência dos estados unidos, descobriu autoridades egípcias estavam se preparando para colocar os sequestradores em um EgyptAir 737 sendo levado para a Tunísia.
Em 10 de outubro de 1985, F-14As foram lançados a partir da Saratoga para efectuar a intercepção. O 737 exato de decolagem tempo, rota e altitude foram desconhecido; assim, o plano envolveu a percorrer os aviões do esperado trajetória de voo sobre o Mar Mediterrâneo, com um E-2C identificação de contatos para o F-14s para realizar a identificação positiva. O F-14s identificados positivamente a correta avião depois de quatro interceptações à noite. Os gatos detectam formado na EgyptAir 737 e da Marinha dos EUA EA-6B toda atolada de o avião de comunicação, exceto para o F-14s e E-2C. Com a ameaça velada de um shoot-down, o 737 do piloto, optou por terra na base da OTAN em Sigonella, na Sicília, onde o avião foi rapidamente cercado por norte-americanos e italianos pessoal de segurança.

### A intervenção no "Tanque de Guerra" (1987-1988)
A partir de julho de 1987 a setembro de 1988, F-14s realizada aérea de combate, patrulhas e missões de escolta em suporte de Operação Sincera Vontade durante o "Tanque de Guerra". Em 8 de agosto de 1987, os primeiros tiros pelos EUA com as forças Iranianas ocorreu quando dois VF-21 F-14As da USS Constellation (CV-64) abriu fogo em duas Iraniano F-4s que voou em direção a um Americano P-3C avião de reconhecimento. Os EUA pilotos observados dois dos três AIM-7 Pardais que foram lançados orientação em direção a uma das F-4s. O F-14 voo líder ordenou a evacuação da área depois de ver um dos mísseis explodem, mas antes de qualquer Americano tripulação poderia confirmar se o F-4 foi, na verdade, um tiro para baixo. dos EUA porta-vozes minimizou o incidente, possivelmente para evitar pública e do Congresso reação nos Estados Unidos para as então recentes operações no Golfo pérsico. Algumas declarações oficiais sugeriu o F-14s disparou tiros de aviso ou que o radar contatos não foram reais.
F-14s da USS Ranger (CV-61) desde lutador tampa durante a Operação Ágil Archer , em outubro de 1987. Seis meses mais tarde, o F-14s da Empresa desde lutador de capa e escolta para EUA navios de guerra e aviões de ataque envolvidos na Operação gafanhoto , em abril de 1988.

### Guerra Do Golfo (1990-1991)
Gatos detectam realizadas patrulhas de combate aéreo na proteção dos EUA portador de grupos de batalha e as forças da coligação a implementar para a Arábia saudita durante a Operação Desert Shield. O USS Dwight D. Eisenhower e USS Independence grupos de combate, ambos os quais tinham quatro F-14 esquadrões entre eles, estavam a apenas EUA ativos capazes de imediatamente responder à invasão Iraquiana do Kuwait e dissuadir qualquer incursões na Arábia saudita, em agosto de 1990. as forças dos EUA a implementar para o teatro assim o fez, inicialmente, sob a proteção da naval air tampa.
Dez F-14 esquadrões participou na guerra contra o Iraque, a partir de 17 de janeiro a 28 de fevereiro de 1991, durante a Operação Tempestade no Deserto. gatos detectam fornecida proteção de escolta de aeronaves de ataque de longo alcance de defesa de navios patrulhas de combate aéreo e realizou missões de reconhecimento tático com LONAS. Um total de 4,124 missões foram levados pelo 99 F-14s no teatro. A maior parte das missões foram ar-para-ar missões, apesar de gatos detectam foram deixados com alguns alvos aéreos para lidar com o devido em parte à rápida desintegração do Iraque do sistema de defesa aérea pela coligação ataques, que fundamentada a maioria dos iraquianos força aérea.

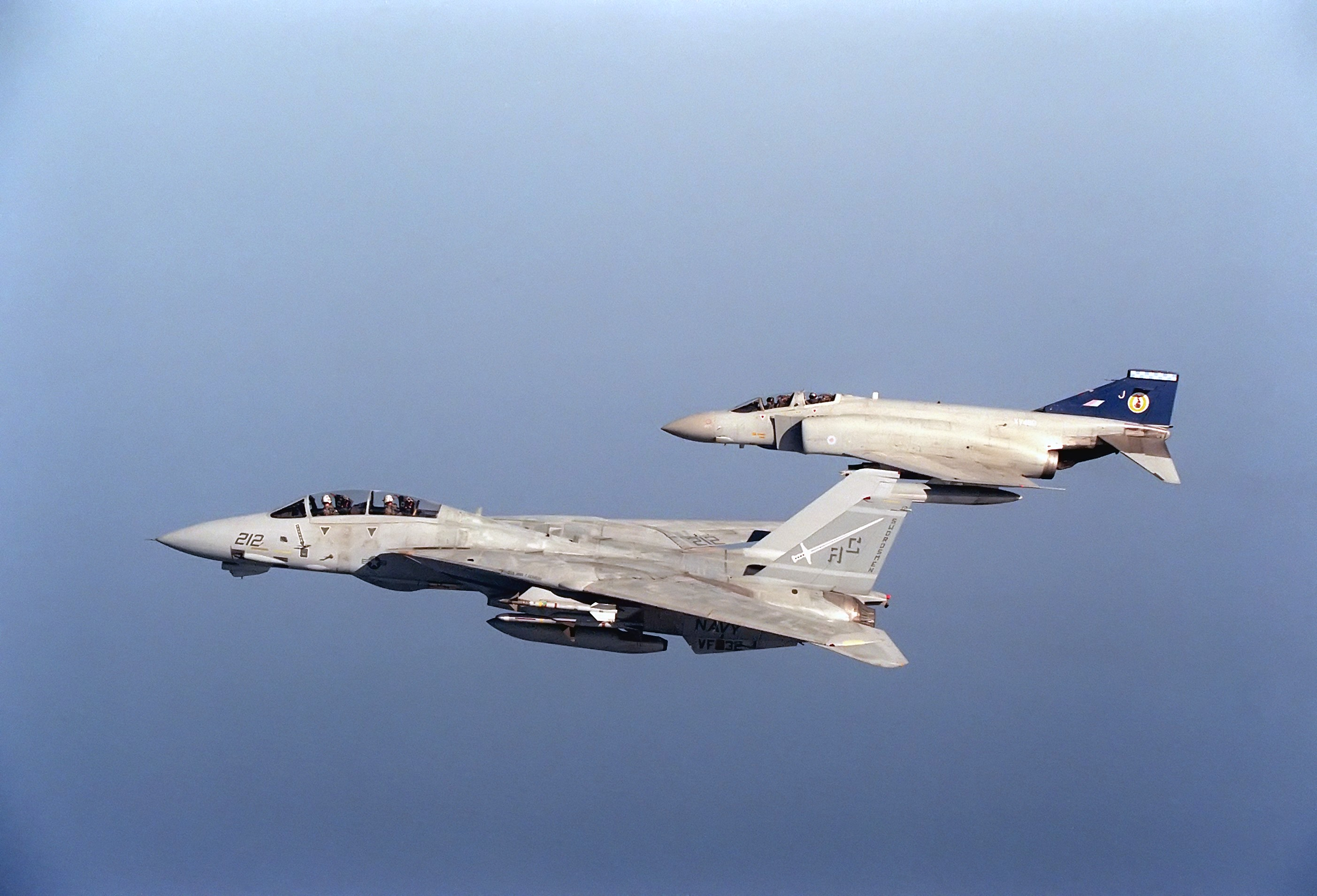
F-14A do VF-32, juntamente com um F-4M Fantasma da RAF durante uma simulação de combate aéreo sortie, em dezembro de 1990

Comparada com a sua Força Aérea dos EUA contrapartida, o F-15, não foram maiores limitações no uso de além do alcance visual de mísseis para o F-14, durante a Operação Tempestade no Deserto. Este foi o resultado da Marinha dos EUA não ter desenvolvido os sistemas e procedimentos necessários para integrar seu transportadora aérea grupos em um conjunto de componente aérea de comando, como era da Guerra Fria táticas tinha a Marinha operacional por conta própria. Navy fighters não foram capazes de resolver as rígidas regras de engajamento (ROE) usando a maior parte da sua placa de sensores e invocado fora de folga, tais como a Força Aérea dos EUA, E-3 sentry guns. para receber a permissão para o fogo. Em contraste, a U.S. Air Force F-15s tinha os sistemas necessários, de forma independente identificar aviões inimigos de além do alcance visual e foram dadas a principal via terrestre de patrulha aérea de combate estações para interceptar aeronaves Iraquianas que estão no ar.
Motivos políticos também têm sido atribuídas a limitação aérea compromissos que envolvem o F-14s durante a Guerra do Golfo. de Acordo com relatos de pilotos da Marinha, Marinha lutadores foram chamados de fora do Iraque aeronave para que outros coligação lutadores poderia envolvê-los. Um evento apoiar esta noção ocorreu em 24 de janeiro de 1991, quando a força Aérea dos EUA, E-3 Sentry não informar navais dos EUA unidades de um par de Iraquianos Mirage F-1EQs que voou para o Golfo pérsico. Arábia F-15s foram vetorizados em vez de F-14s que estavam em melhor posição para abater o Iraque lutadores. Outra explicação para por que o F-14s não interceptar o Mirage F-1, decorre de alguns dos procedimentos e de dificuldades técnicas EUA da Força Aérea e da Marinha dos EUA ativos tinham em passar informações táticas para o outro. O E-3 não foi possível contactar directamente o F-14s, em tempo hábil, pois eles estavam sob o controle da USS Worden (CG-18), que não foi capaz de obter uma clara imagem de radar com precisão o vetor F-14s.
Tomcat hélices que encontrou Iraquiano lutadores descobriu que os Iraquianos iria soltar e fugir uma vez rastreado pelo F-14 do radar e perseguido. No primeiro dia de Tempestade no Deserto, dois Iraquianos MiG-21s tentar escapar de quatro VF-103 F-14Bs voou diretamente em um voo de quatro F/A-18 que o tiro para baixo de ambos os MiGs. de Acordo com o entrevistado F-15 pilotos, várias mortes por F-15s foram feitas de uma forma semelhante, com o Iraque avião ser abatido, após recuar a partir gatos detectam.
Além de ar-para-ar deveres, gatos detectam apoiou a coligação da necessidade de dano de batalha avaliações (BDA) e a localização de Scud locais de lançamento de mísseis através da realização de missões de reconhecimento tático, utilizando LONAS. Estes missões ajudou a preencher a coleta de informações lacunas quando o céu nublado impediu a utilização do espaço de vigilância baseado em sistemas.
Em 21 de janeiro de 1991, um F-14B com o seu piloto, o Tenente Devon Jones, e de Radar Interceptar Oficial, o Tenente Lourenço Slade, do VF-103 foi abatido por um SA-2 superfície-ar mísseis enquanto em uma missão de escolta de mais de Al Asad Base Aérea. Jones foi recuperado no dia seguinte, mas Slade foi capturado e mantido como prisioneiro de guerra até a sua liberação em 4 de Março de 1991. Este incidente marcou o único momento da Marinha dos EUA de F-14 foi perdida para o fogo hostil.
Um ar-para-ar matar foi creditado para o F-14 durante a guerra. Um Iraquiano Mil Mi-8 helicóptero foi abatido por um VF-1 F-14A usando um AIM-9 Sidewinder, em 6 de fevereiro de 1991.
O Tomcat enfrentou uma reforma antecipada devido a cortes de orçamento, a seguir ao fim de tanto o Golfo pérsico e Frio Guerras em 1991. No entanto, a reforma da Grumman A-6 Intruder, foi um impulso para a Marinha dos EUA para continuar a usar o F-14, atualizando-a com uma capacidade de ataque de precisão.

### Entre as guerras de operações aéreas sobre o Iraque (1991-2003)
A seguir a Operação Tempestade no Deserto, F-14s patrulhavam a Zona de exclusão aérea que foi estabelecida ao longo do Iraque para Operações de Proporcionar Conforto, Southern Watch e Norte de Assistir. F-14s realizada de patrulha aérea de combate, caça de escolta, reconhecimento aéreo e de interdição aérea em missões de apoio a estas operações até que a Invasão do Iraque em 2003. LONAS-equipado F-14s fornecido Força-Tarefa Conjunta Sudoeste da Ásia, com a capacidade de monitorar o Iraque atividade militar em uma base diária, no sul do Iraque, fazendo com que o Tomcat principal ativo na Operação Southern Watch.
F-14s faziam parte da greve de pacotes quando da realização de missões em apoio da Operação Southern Watch. Durante muitas destas missões, o Tomcat longo intervalo permitido que ele fique no estação por duas vezes, enquanto outras Marinha dos EUA tática de aeronaves. F-14s foram capazes de permanecer em estação, depois de outros Marinha aeronave que fez o ingresso com eles teve de ser substituído. Os gatos detectam sairia com o pacote de greve depois de os pilotos do segundo conjunto de aeronaves declarou que eles precisavam de combustível.
Em 16 de dezembro de 1998, F-14Bs de VF-32 participou de 33 aeronaves pacote de greve, que liderou a Operação Raposa do Deserto. A primeira noite dos quatro dias de operação foi conduzida pela Marinha dos EUA. Em 19 de dezembro, último dia da operação, o USS Carl Vinson (CVN-70) chegou no Golfo pérsico, e VF-213 juntou-se que os ataques aéreos, tendo o F-14D em combate pela primeira vez. Além de realizar missões de ataque, F-14s de ambos os esquadrões realizado escolta aérea de combate, patrulhas para U. S Força Aérea B-1B bombardeiros que foram cometidos para a operação, com início em 17 de dezembro. Muitas estreias para o F-14 foram alcançados durante a Raposa do Deserto, incluindo a primeira GBU-24 "Paveway III" bombas guiadas a laser caiu em combate pela Marinha dos EUA, o primeiro de vários GBU-24 cair por qualquer plataforma de combate, o combate de utilização de Baixa Altitude, Navegação e Segmentação de Infravermelhos para a Noite (LANTIRN) segmentação pod sistema, o primeiro autónoma de entrega de uma GBU-10/16/24 guiada a laser de bomba por um F-14, e o primeiro uso de dispositivos de visão noturna em combate. VF-32 sozinho caiu 111 054 libra (massa)s (50 000 kg) de munição durante 16 missões de ataque e 38 missões durante a operação.
Dois F-14Ds de VF-213 envolvidos vários Iraquianos aeronave desafiando a zona de exclusão aérea em 5 de janeiro de 1999. Durante o noivado, o F-14s foram abordados por um par de MiG-23s que virou antes que eles foram demitidos. O F-14 hélices, com foco em um MiG-25 que continuou a avançar e lançou dois AIM-54C Phoenix mísseis a partir de uma distância muito longa. Ambos têm como OBJETIVO-54s dos motores de foguete de falha e os mísseis não atingir o seu alvo. Todas as aeronaves Iraquianas foram capazes de voar de volta para fora da zona de exclusão aérea, apesar de um MiG-23 foi relatado para ter ficar sem combustível e caiu antes de chegar a sua base. Este envolvimento, marcou a primeira vez que a Marinha dos EUA lançou o AIM-54s em combate. Na conclusão do VF-213 do 1998-1999 cruzeiro, o esquadrão tinha executada 19 greves, queda de 20 bombas guiadas a laser com uma versão de 64% de taxa de sucesso, apoiada 11 combinação de greves, pilotado 70 missões, registrados 230 missões com mais de 615 combate horas, e realizada de 45 missões de reconhecimento de imagens mais de 580 metas.
Em 9 de setembro de 1999, o VF-2 F-14 contratou uma Iraquiano MiG-23 com um AIM-54 Phoenix míssil. Nem o avião foi danificado. F-14s também patrulhavam o no-fly zones no Iraque durante a Operação Northern Watch e Operação Southern Watch partir da década de 1990 até 2003.

### Balcãs (1994-1995 e 1999)
Em agosto e setembro de 1995, a OTAN lançou a Operação Deliberate Force, e o USS Theodore Roosevelt (CVN-71) e seu ar de asa apoiou a operação. F-14s do VF-14 e VF-41 participou de greves. VF-41 é creditado como sendo o primeiro F-14 unidade para soltar bombas guiadas a laser em combate quando, em 5 de setembro de 1995, dois F-14As atacou uma munição de despejo, no leste da Bósnia. A bomba alvos foram identificados por laser indicadores de F/A-18s porque o F-14 que ainda não estava liberado para levar o LANTIRN pod. VF-41 sozinho registrado 600 horas de combate e 530 missões durante este cruzeiro.
VF-14 e VF-41 tomou parte na Operação Allied Force, da OTAN aérea campanha contra o sérvio operações no Kosovo, entre 9 de abril de 1999, e de 9 de junho de 1999. F-14s do VF-14 caiu 350 guiada a laser 1 000
-libra (massa) (450 kg) bombas, além de outros ar-terra detonado. F-14s voou de patrulha aérea de combate, escolta, e greve de missões; atuou como Atacante Ar Controladores; e executadas LONAS missões. VF-41 caiu o último bombas da guerra em um manequim SA-9 surface-to-air missile launcher dentro da fronteira norte do Kosovo, perto da paz de assinatura de site em 9 de junho de 1999.

### A Operação Enduring Freedom (2001-2003)

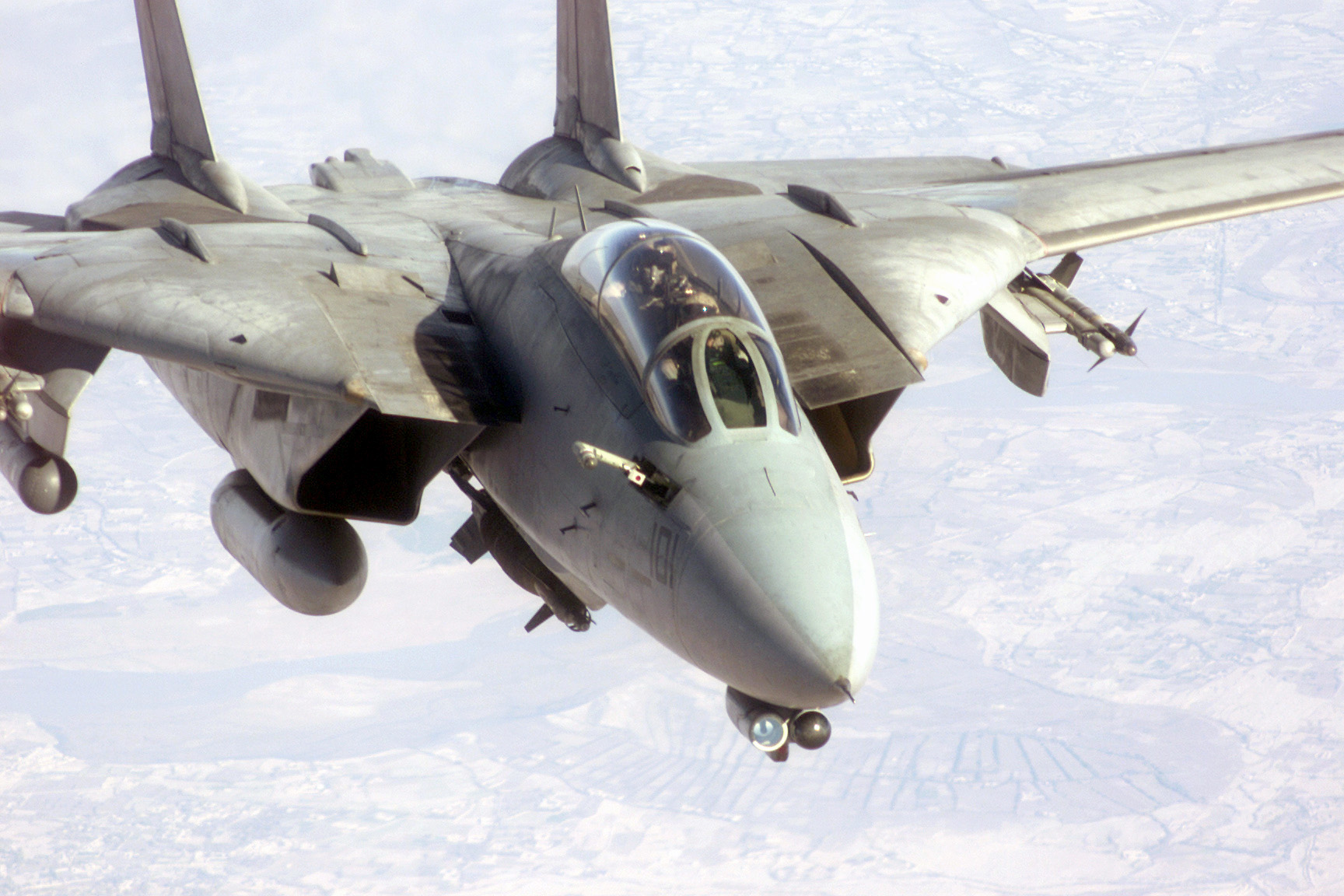
Um F-14D de VF-213 prepara para reabastecer sobre o Afeganistão.

Após o 11 de setembro de 2001 ataques, nada menos do que oito F-14 esquadrões participaram na Operação Enduring Freedom, voando de longo alcance missões do Oceano Índico para os alvos em redor do Afeganistão e a realização de reconhecimento e de apoio em terra de missões. A partir do início da Operação Liberdade Duradoura para o fim da Operação Anaconda, F-14s do VF-14, VF-41, VF-102, VF-211, e VF-213 caiu mais de 1 334 000 libra (massa)s (610 000 kg) de material bélico em alvos.[carece de fontes?]
VF-11 e VF-143, juntamente com CVW-7, caiu 64 000 libra (massa)s (29 000 kg) de material bélico, tanto o "Vermelho Rippers" e o "Pukin' Cães ' fazer história como a que caiu a JDAM bombas a partir do F-14, pela primeira vez, durante o combate.[carece de fontes?]
VF-103 chegou ao Afeganistão em junho de 2002, quando o combate era escasso, e o "Jolly Rogers" não tem a oportunidade para descartar qualquer bombas durante a operação.
Durante a guerra, o VF-213 registrados mais de 500 missões de combate, de 2.600 horas de combate, e cair 435 000 libra (massa)s (200 000 kg) de material bélico (452 bombas) durante os seus 10 semanas sobre o Afeganistão; Negra "Leões" também teve a honra de deixar cair as primeiras bombas de Operação Enduring Freedom. VF-102 caiu mais bombas—680 deles, totalizando mais 420 000 libra (massa)s (190 000 kg)—e registrado mais de combate horas (mais de 5.000) do que qualquer outro F-14 unidade que tomou parte na operação, e o aparelho caiu um adicional 50 000 libra (massa)s (23 000 kg) de material bélico. VF-211 voou 1,250 combate saídas, registro de 4.200 horas de combate, e cair 100 000 libra (massa)s (45 000 kg) de material bélico. VF-14 led mais greves do que qualquer outro esquadrão em CVW-8, e caiu 174 bombas guiadas a laser, totalizando 179 324 libra (massa)s (81 000 kg) e buddy-lased 28 AGM-65 Maverick mísseis e 23 de bombas guiadas a laser, e como sua irmã esquadrão VF-41, eles voaram mais antigos jatos da frota. VF-41 caiu mais de 200 000 libra (massa)s (91 000 kg) de bombas (202 bombas guiadas a laser) com 82% de taxa de sucesso, que foi um nível de precisão que nunca haviam sido alcançados na Marinha dos estados unidos.

### A Operação Iraqi Freedom (2003-2006)

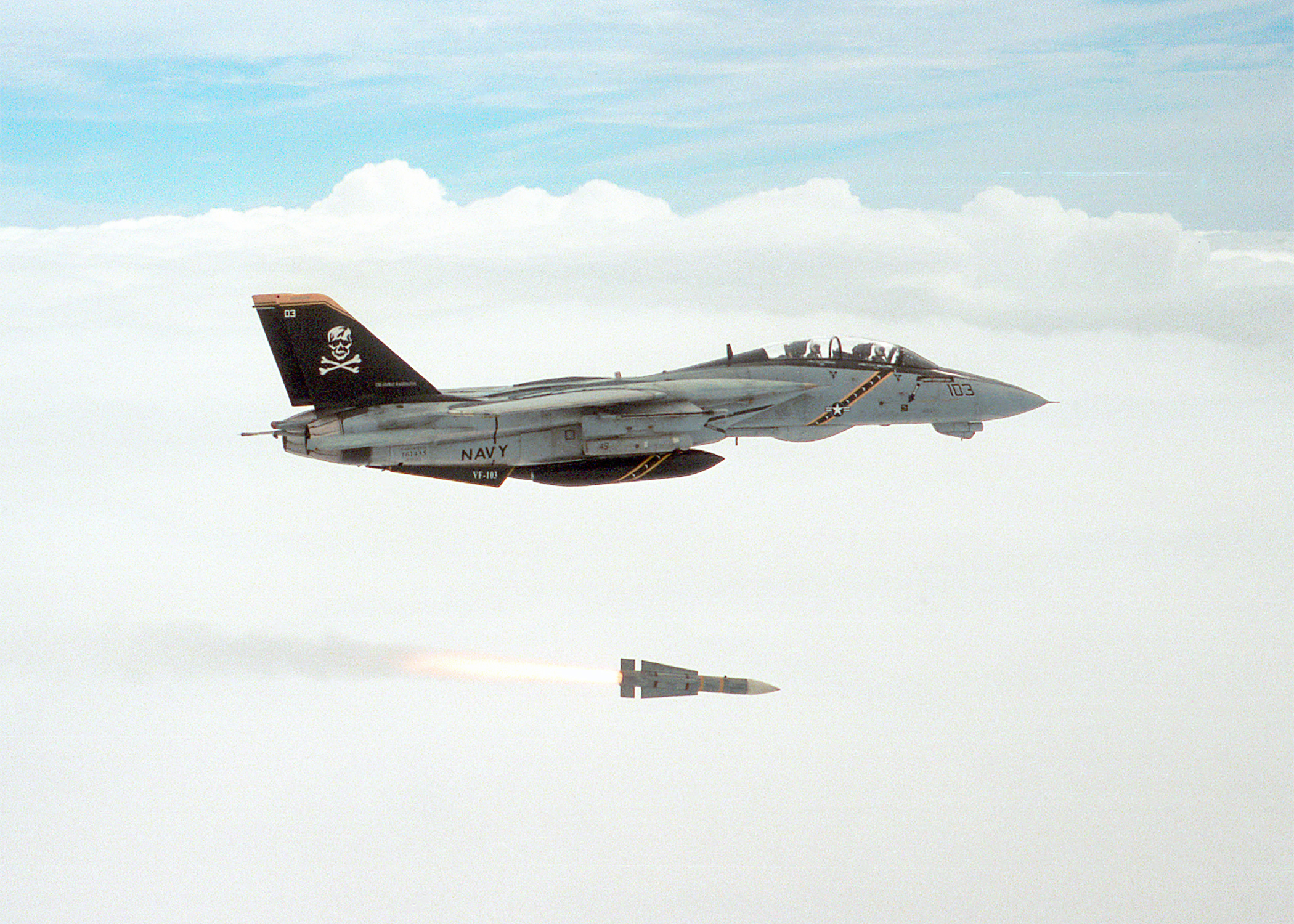
Um F-14 lança um AIM-54 Phoenix durante o treinamento, em 2002

F-14s do VF-2, VF-31, VF-32, VF-154, e VF-213 participaram na Operação Iraqi Freedom. O F-14s voou 2,547 missões de combate e caiu 1,452 GBU, JDAM, e MK-82 bombas com apenas um perdido jet (a partir de uma falha de motor). F-14s diodo emissor de ataques em Bagdá, atacando alvos, tais como o Iraque Ministério da Informação do Salman Pak rádio relé transmissor facilidade em Al Hurriyah (sudoeste do centro de Bagdá) com bombas JDAM. Outro notável missão envolvidos LONAS equipado F-14Ds soltando de quatro Marcos 82 bombas sobre Saddam Hussein's Presidencial iate Al-Mansur (Victor). F-14s também apoiou as tropas de terra durante a guerra e atuou como Atacante Ar Controladores para outras aeronaves. Uma tripulação de VF-32 foi envolvido no pior friendly-fire incidente na guerra, quando a tripulação atacado dos EUA, as Forças Especiais comboio do norte do Iraque, acreditando que eles eram forças Iraquianas.
Durante o F-14 últimos três anos de serviço, os restantes unidades de todos implantados para a região do Golfo pérsico, em apoio das forças americanas no Iraque. O final de implantação para o F-14 foi entre setembro de 2005 e Março de 2006, com o VF-31 e VF-213. Estas duas unidades coletivamente concluída 1,163 de combate, investidas, totalizando 6,876 horas de voo. Eles caíram 9 500 libra (massa)s (4 300 kg) de material bélico durante o reconhecimento, vigilância, apoio aéreo próximo missões em apoio à guerra no Iraque.[carece de fontes?]

## Iraniano serviço
Não há nenhuma informação sobre qualquer significativas de combate para os Iranianos F-14s durante a década de 1970, como a principal razão do irã comprou F-14s foi para interceptar aeronaves Soviéticas voando em espaço aéreo Iraniano. Em outubro de 1978, dois IIAF F-14As interceptou um alto e rápido, voando Soviético MiG-25 sobre o mar Cáspio, obrigando-a a abortar o reconhecimento de tempo de execução ao longo do irã, por sua vez, possivelmente, terminando semelhante Soviética operações de todo o país.[carece de fontes?]

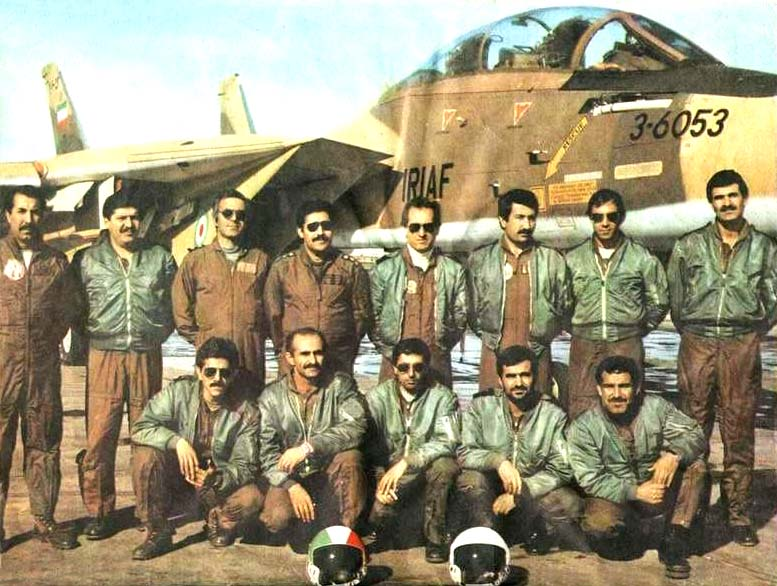
O primeiro esquadrão da República Islâmica do irã Air Force F-14 Tomcat, pilotos, no Shiraz Base Aérea.

Em setembro de 1980, a República Islâmica do irã Air Force (IRIAF) conseguiu fazer um número crescente de fuselagens operacional, apesar das enormes problemas devido a repetidas expurgo de seus funcionários. Alguns desses policiais foram executados; outros foram encarcerados, forçado ao exílio, forçado ou de reforma antecipada. A IRIAF sobreviveu a estes tempos, e seus gatos detectam estavam a tornar-se envolvido na guerra contra o Iraque, marcando seu primeiro assassinato, em 7 de setembro de 1980.
Há pouca informação disponível sobre o serviço do F-14s no Iran–Iraque, a Guerra. Inteligência ocidental indica que a IRIAF estava em declínio no início da guerra, em setembro de 1980, e há boatos de que um certo nível de sabotagem foi confirmada no F-14s por Americanos e Iranianos leais ao Xá, durante a Revolução Iraniana. a Seguir a derrubada do Xá, a maioria dos Iranianos F-14 pilotos e técnicos treinados nos Estados Unidos fugiu do irã, por medo de sua associação com o Xá do regime e o seu tempo nos Estados Unidos seria pô-los em perigo. Apenas dois pilotos do voo de classe, optou por permanecer no país. Seus medos provada correta, e muitos dos originais Iraniano F-14 equipes e técnicos que permaneceram foram presos ou executados pelo novo regime. Eventualmente, vários presos F-14 pilotos foram liberados, quando irrompeu a guerra com o Iraque.
Estados Unidos estimou que a IRIAF foi capaz de manter-se entre 15 e 20 F-14s operacional por canibalizar peças de outros exemplos. A IRIAF reivindicações de uma maior figura, e foi capaz de montar 25 aeronaves de 11 de fevereiro de 1985 fly-over de Teerã. Apesar do embargo, Iran foi capaz de adquirir peças para o seu aeronaves Americanas, incluindo o F-14, F-4e F-5. Fontes indicar essas veio através do Caso Irã-Contras braços acordo, conluio com Israel, ou da produção nacional. Do Irão afirmou que ele foi capaz de produzir todas as peças necessárias, embora de inteligência dos EUA indica que o total é de cerca de 70 por cento.[carece de fontes?]

### Papel
GlobalSecurity indica que o Irão voou o F-14 em um AWACS-tipo de papel. Para o contador, o Iraque Mirage F1-EQs voou a baixa altitude perfis, aparecendo brevemente para iluminar e o lançamento de mísseis contra o F-14s; vários gatos detectam foram perdidos dessa maneira. GlobalSecurity informa, ainda, que menos de 20 aeronaves ainda estavam em perfeitas condições de navegabilidade de 2000, e citou um relatório que apenas sete pode ser aerotransportada ao mesmo tempo.
Ele foi pensado durante muitos anos que o Iran utilizado o lutador, principalmente, como um radar do controlador, acompanhados e protegidos por outros lutadores, mas, mais tarde, a informação indica que este foi incorreta.[carece de fontes?]
Enquanto a IRIAF marido fez a sua frota de F-14s, os aviões foram utilizados de forma agressiva quando necessário, mesmo acompanhando greve pacotes profundamente no espaço aéreo Iraquiano. Inicialmente, a IRIAF F-14s voou intensivo CAP patrulhas, alguns com duração de nove horas, nos principais bases. IRIAF gatos detectam muitas vezes escoltado petroleiros apoio a greve de pacotes de ir para o Iraque, a varredura ao longo da fronteira com seus radares e interceptação de entrada Iraquiano aeronave. Com o AWG-9 de radar e de longo alcance AIM-54 e médio alcance AIM-7 mísseis, os gatos detectam poderiam ser usados como armas ofensivas, sem deixar espaço aéreo Iraniano.[carece de fontes?]
Estados unidos AWACS aeronave observada a derrubada de um Iraquiano Tupolev Tu-22 "Blinder" bombardeiro, e a derrubada de pelo menos um F-14. Fontes ocidentais estimativa quatro mortes contra quatro a cinco perdas; o oficial Iraniano estimativa é 35-45 mata, e 12 de perdas, todos supostamente devido a uma falha de motor durante o combate.

### Armamento
Também não resolvida é a extensão do uso do AIM-54 Phoenix míssil. A maioria das fontes Ocidentais indicam que a sabotagem impedido a sua utilização, embora outras fontes afirmam que até 25 aviões foram derrubados por OBJETIVO-54s antes do Irã fornecimento correu para fora. O Iraniano F-14s utilizado o AIM-7 Sparrow e AIM-9 Sidewinder ar-para-ar mísseis como principal armamento; Iran está supostamente desenvolvendo um doméstica cópia do Pardal, bem como o Phoenix.

### Combate história
Em 2004, Tom Cooper publicado Iraniano F-14 Tomcat Unidades em Combate, baseada principalmente no primário entrevistas com pilotos Iranianos. O livro faz muitas afirmações que contradizem relatórios anteriores. Em particular, Cooper afirma que o Irã F-14s tinha até 159 mata, e que em um incidente, quatro aeronaves Iraquianas foram derrubados com um AIM-54 (A ogiva do míssil explodiu entre eles e severamente danificado).
Até 1980, com a perspectiva de guerra com o Iraque tornando-se cada vez mais provável, a maioria das 77 estruturas de aeronaves F-14 sobreviventes foi encontrada em condição não operacional, ou pelo menos tinham radares não funcionais. Como resultado, os pilotos de F-14 foram obrigados a depender do controle terrestre para suas primeiras patrulhas de guerra e missões de interceptação. Dentro de alguns dias do início da guerra, uma dúzia ou mais de F-14s foram tornados operacionais.— Tom Cooper "Persian Cats", Smithsonian Air & Space
 Seis dias depois, o Major Mohammad-Reza Attaie abatido um Iraquiano MiG-21 com um AIM-54 Phoenix durante o voo de uma patrulha de fronteira. Um único OBJETIVO-54 demitido em julho de 1982, pelo Capitão Hashemi de ter destruído dois Iraquianos MiG-23s voando em formação próxima.
Cooper afirma que o OBJETIVO-54s foram utilizados apenas de forma esporádica durante o início da guerra, provavelmente devido a uma escassez de profissionais qualificados radar interceptar oficiais e, em seguida, mais frequentemente, em 1981 e 1982, até a falta de baterias térmicas suspensos os mísseis " utilizar, em 1986. havia também rumores que sugeriu que o Irã do Tomcat frota seria melhorado com aviônicos derivado do MiG-31 "Foxhound". No entanto, IRIAF funcionários e pilotos insistem que os Soviéticos nunca foram autorizados perto do F-14s, e nunca recebeu qualquer F-14 ou AIM-54 tecnologia.[carece de fontes?]
Além disso, o AIM-54 míssil nunca foi fora de serviço no IRIAF, embora os estoques de mísseis operacionais foram de baixo, às vezes. Clandestino entregas a partir de fontes americanas e preto compras de mercado fornecido sobressalentes para cima até o Phoenix reserva-se durante a guerra, peças de reposição entregas dos EUA na década de 1990, também têm ajudado.[carece de fontes?]
Além disso, foi feita uma tentativa de adaptar-se a MIM-23 Falcão superfície-ar mísseis que foram também um carry-over do pré-revolução, para ser usado como ar-para-ar mísseis para o F-14; pelo menos, dois F-14s sucesso foi modificado para levar o híbrido de armamento.[carece de fontes?]
Ao todo, a IRIAF disse ter lançado, possivelmente, de 70 a 90 AIM-54A mísseis, e 60-70 daqueles marcou. Desses, cerca de 90% do AIM-54A mísseis disparados foram usadas contra o Iraque caças e caças-bombardeiros. Apenas cerca de uma dúzia de vitórias por OBJETIVO-54s foram reivindicados ser contra o jejum, de alta alvos voando como o MiG-25 ou Tu-22 'Blinder'.
Pelo fim da guerra, ambos os lados foram incapazes de obter novas aeronaves ou peças, e o combate aéreo tinha se tornado raros, uma vez que nenhum dos lados pode se dar ao luxo de perder aeronave que não pode substituir. Em particular, a IRIAF F-14 frota sofreu com a falta de técnicos treinados, e em 1984, apenas 40 F-14s ainda estavam em serviço. Em 1986, esse número caiu para apenas 25. O F-14 foi relegado para a protecção do Irã vital de refino de petróleo e exportação de infra-estrutura; este papel, muitas vezes eles encontrou francês-construído, Iraque Dassault Mirage F1EQ lutadores tentando ataque Iraniano de dutos de petróleo.
Um IRIAF piloto distinguiu-se no combate ao se tornar o time com a melhor pontuação da F-14 ace. Principais Jalil Zandi é creditado com a derrubar oito aeronaves Iraquianas.[./F-14_Tomcat_operational_history#cite_note-68 [N 2]] Ele além disso é creditado com três prováveis mortes, elevando seu total para 11 de ar vitórias. Estes incluem quatro MiG-23s, dois Su-22s, dois MiG-21 e três Mirage F1s.
Outro notável piloto iraniano foi Rahnavard, que em 16 de fevereiro de 1982, tem a fama de ter derrubado quatro caças Iraquianos em dois encontros separados mais de Kharg Island. os Registros indicam que dois de seus confirmou mata foram Mirage F1s.
No outono de 2015, um vídeo surgiu da Iraniana F-14s acompanhando russos Tu-95 Bear bombardeiros como eles realizaram ataques aéreos contra o Estado Islâmico do Iraque e do Levante.

### Citações
1. ↑  "U.S. Navy 2000 Program Guide."
2. ↑  Jenkins 1997, p. 41.
3. 1 2  "VFA-143 Command History."
4. ↑  Tannenbaum, Fred.
5. ↑  Gillcrest 1994, p. 138.
6. ↑  Peacock 1990, p. 44.
7. ↑  "USS John F. Kennedy (CV-67) History."
8. ↑  Lehman 1988, pp. 320–322.
9. ↑  "USS Dwight D. Eisenhower (CVN-69) History."
10. ↑  Zenko, Micah.
11. ↑  Martin and Walcott 1988, p. 140.
12. ↑  Jenkins 1997, p. 47.
13. ↑  Stanik 2003, p. 30.
14. ↑  "Fitter Engagement."
15. 1 2 3 4  Cooper, Tom.
16. ↑  Thompson 1997, p. 32.
17. ↑  "Command History, 1983."
18. ↑  Gillcrest 1994, p. 142.
19. ↑  Martin and Walcott 1988, p. 244.
20. ↑  Heymann, Philip and Vlad Jenkins.
21. ↑  "A Hijack on the High Seas:- Part Two."
22. ↑  "The 1985 Achille Lauro affair."
23. ↑  Zatarain 2008, pp. 88–90.
24. ↑  Martin, David.
25. ↑  Wilcox 1996, p. 204.
26. ↑  Zatarain 2008, p. 90.
27. ↑  Vistica 1997, p. 267.
28. ↑  Vistica 1997, p. 268.
29. ↑  Wise 2007, p. 195.
30. ↑  Bradford 1997, p. 468.
31. ↑  Gillcrest 1994, p. 162.
32. ↑  "F-14 Tomcat Combat."
33. ↑  Jenkins 1997, p. 48.
34. ↑  "The United States Navy in "Desert Shield and 'Desert Storm', Chapter V: Thunder and Lighting."
35. ↑  Marolda, Edward J. "The United States Navy and the Persian Gulf."
36. ↑  Holmes 2005, pp. 8–9.
37. ↑  Holmes 2008, p. 18.
38. ↑  Brown 2007, p. 109.
39. ↑  Davies 2005, pp. 17-18.
40. ↑  Pokrant 1999, pp. 48–51.
41. ↑  Gillcrest 1994, p. 168.
42. ↑  Wilcox 1996, pp. 259–265.
43. ↑  Brown 1998, p. 8.
44. ↑  Lowry 2008, p. 4.
45. ↑  Pokrant 1999, pp. 31–32.
46. ↑  Pokrant 1999, pp. 185–187.
47. ↑  Brown 2007, pp. 109–115.
48. ↑  Holmes 2005, p. 11.
49. ↑  Holmes 2005, pp. 13-14.
50. ↑  "VFA-32 Squadron History."
51. 1 2  Holmes 2005, pp. 14–16.
52. ↑  Rausa, Zeno.
53. ↑  Holmes 2008, p. 66.
54. ↑  Holmes 2008, p. 27.
55. ↑  Holmes 2008, p. 45.
56. ↑  Holmes 2008, p. 60.
57. ↑  Holmes 2008, p. 89.
58. ↑  Holmes 2008, p. 53.
59. ↑  Holmes 2008, p. 52.
60. ↑  "Iranian Air Force F-14."
61. ↑  "Air Force (Iranian Imperial Air Force)."
62. ↑  Cooper, Tom and Farzad Bishop.
63. ↑  Nassirkhani, Farhad.
64. ↑  "Iranian Air-to-Air Victories, 1982."
65. ↑  "New Video Of F-14 Tomcat Escorts And Cruise Missiles As Russia Steps Up Syria Offensive"Foxtrot Alpha, 20 Novembro de 2015.